# 孔昭虔
孔昭虔（1775年—1835年），字元敬，號荃溪，山東曲阜縣人，孔子七十一代孫，屬大宗戶，清朝政治人物，進士出身。
清代駢文八大家孔广森之子，嘉庆六年（1801年）登辛酉恩科进士，選庶吉士，散館授翰林院编修，道光四年（1824年）任按察使銜分巡台灣兵備道。官至贵州布政使。善隶书，工詩詞，于音韻学颇有研究，曾著《古韵》、《词韵》。